# Coleco
Coleco war ein US-amerikanischer Hersteller von Unterhaltungselektronik aus West Hartford, Connecticut, der unter anderem die Spielkonsolen Coleco Telstar und ColecoVision hergestellt hat.

## Unternehmensgeschichte
1932 als Connecticut Leather Company vom Russen Maurice Greenberg gegründet, verkaufte das Unternehmen zunächst Lederwaren an Schuster. Hatte man sich in den 1950er Jahren noch auf das Ledergeschäft spezialisiert, wurde dieser Teil des Unternehmens in den 1960er Jahren verkauft, als man dem Verkauf von Gummi-Planschbecken den Vorzug gab.
1975 stieg Coleco mit der Telstar-Spielkonsole in das Videospielgeschäft ein, wie es in diesem Jahr viele Unternehmen am Beispiel Ataris erfolgreicher Pong-Konsole taten. Fast alle der neuen Konsolen basierten auf einem speziellen Pong-Chip von General Instrument. Da dieser Hersteller jedoch die Nachfrage unterschätzt hatte, kam es zu Lieferengpässen. Da Coleco allerdings als eines der ersten Unternehmen bestellt hatte, zählte das Unternehmen auch zu den wenigen, die die volle bestellte Menge erhielten. Während viele der neuen Konsolen bald vom Markt verschwanden, gelang Coleco dank der frühen Bestellung der Durchbruch.
Der Markt der festverdrahteten Konsolen war kurzlebig, jedoch konnte sich Coleco weiterhin im Elektronikgeschäft behaupten. Als Nächstes setzte man auf tragbare LCD-Spiele, einen Markt, den Mattel populär gemacht hatte. Coleco produzierte zwei sehr beliebte LCD-Spiel-Reihen: die „head-to-head“-Reihe mit Sportspielen für zwei Spieler und die Mini-Arcade-Reihe mit lizenzierten Arcade-Spielen.
Mit der Veröffentlichung der erfolgreichen ColecoVision-Konsole kehrte Coleco 1982 in den Spielkonsolenmarkt zurück. Darüber hinaus brachte man Spiele für Atari 2600 und Intellivision heraus. Mit dem Coleco Gemini brachte Coleco sogar einen Nachbau des beliebten Atari 2600 auf den Markt.
Als der Videospielmarkt 1983 zusammenbrach, schien es offensichtlich, dass Spielkonsolen Heimcomputern weichen würden. Folglich veröffentlichte Coleco den Heimcomputer Coleco Adam. Nachdem sich dieser wider Erwarten als Misserfolg herausgestellt hatte, musste sich Coleco 1984, am Rande des Bankrotts, aus dem Elektronikgeschäft zurückziehen.
Mit den 1983 veröffentlichten Cabbage-Patch-Kids-Puppen erzielte Coleco einen Riesenerfolg, jedoch konnte auch dadurch der durch den Adam eingeläutete Untergang nicht abgewendet werden. 1986 wurde der amerikanische Spielehersteller Selchow & Righter übernommen; dennoch musste Coleco 1987 Insolvenz anmelden, konnte jedoch nicht saniert werden. 1989 wurden Colecos Lizenzen und Markenrechte von Hasbro für 85 Millionen Dollar aufgekauft.

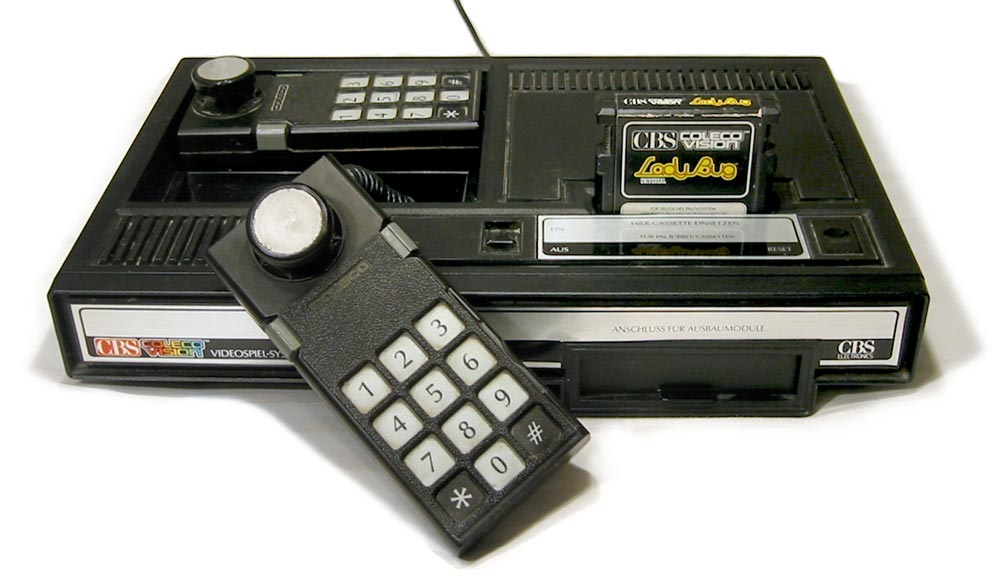
ColecoVision Spielkonsole
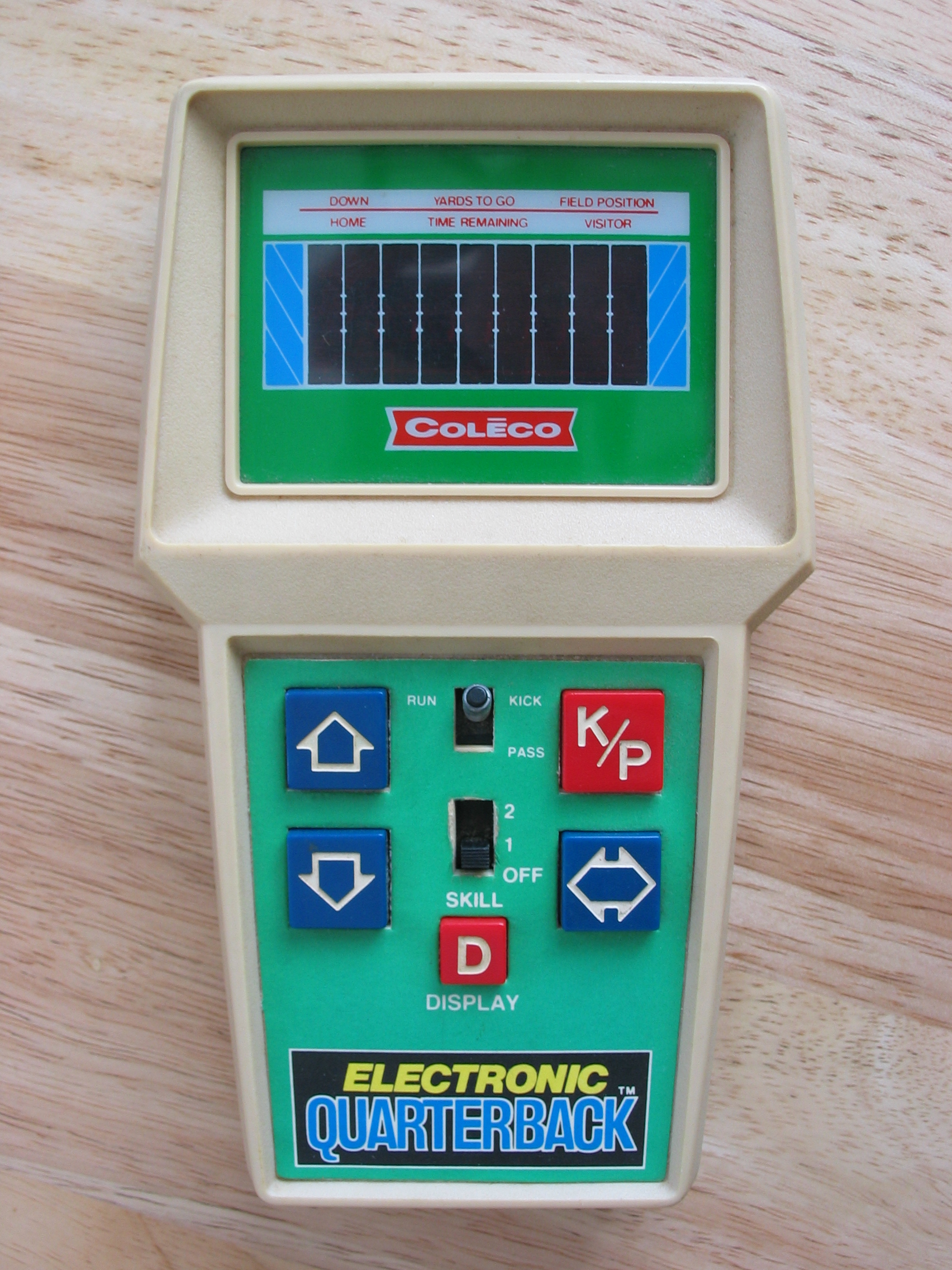
Electronic Quarterback, 1978
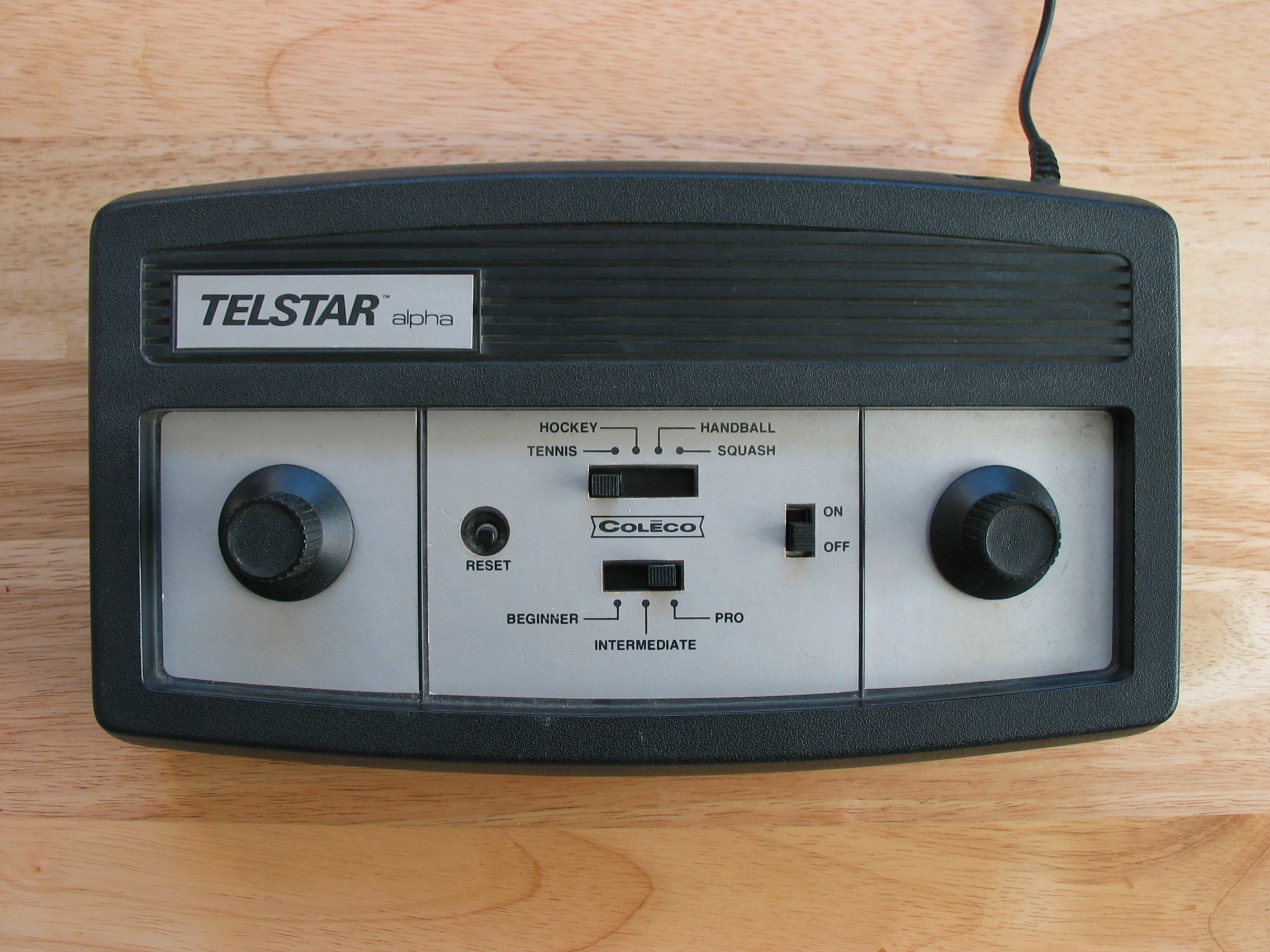
Coleco Telstar Alpha, 1977

## Nachfolgeunternehmen
2005 wurde Coleco als Coleco Entertainment Corporation von River West Brands, einem auf die Wiederbelebung alter Marken spezialisierten Unternehmen aus Chicago, neugegründet. Das Unternehmen hat seinen Sitz in Manalapan Township, New Jersey.